# Charinus castilloae
Espèce
Charinus castilloae est une espèce d'amblypyges de la famille des Charinidae.

## Distribution
Cette espèce est endémique de la région de Cuzco au Pérou. Elle se rencontre vers Santa Teresa à 1 436 m d'altitude.

## Description
La femelle holotype mesure 8,00 mm, sa carapace 2,40 mm de long sur 3,20 mm, les femelles mesurent de 7,00 à 8,58 mm.

## Systématique et taxinomie
Cette espèce a été décrite par Armas et Palomino-Cardenas en 2023.

## Étymologie
Cette espèce est nommée en l'honneur de María Mercedes del Castillo Espinosa. 

## Publication originale
- (en) Armas & Palomino-Cardenas, « « Nueva especie del género Charinus (Amblypygi; Charinidae) del Cusco, Perú - [New species of the genus Charinus (Amblypygi; Charinidae) from Cusco, Peru] » », Revista peruana de biología, 2023, vol. 30, no 2, e24115, p. 1–7.